# Streifen-Leinkraut
Das Streifen-Leinkraut (Linaria repens), auch Gestreiftes Leinkraut genannt, ist eine Pflanzenart, die zur Gattung Leinkräuter (Linaria) in der Familie der Wegerichgewächse (Plantaginaceae) gehört. Sie ist in Westeuropa verbreitet.

## Beschreibung

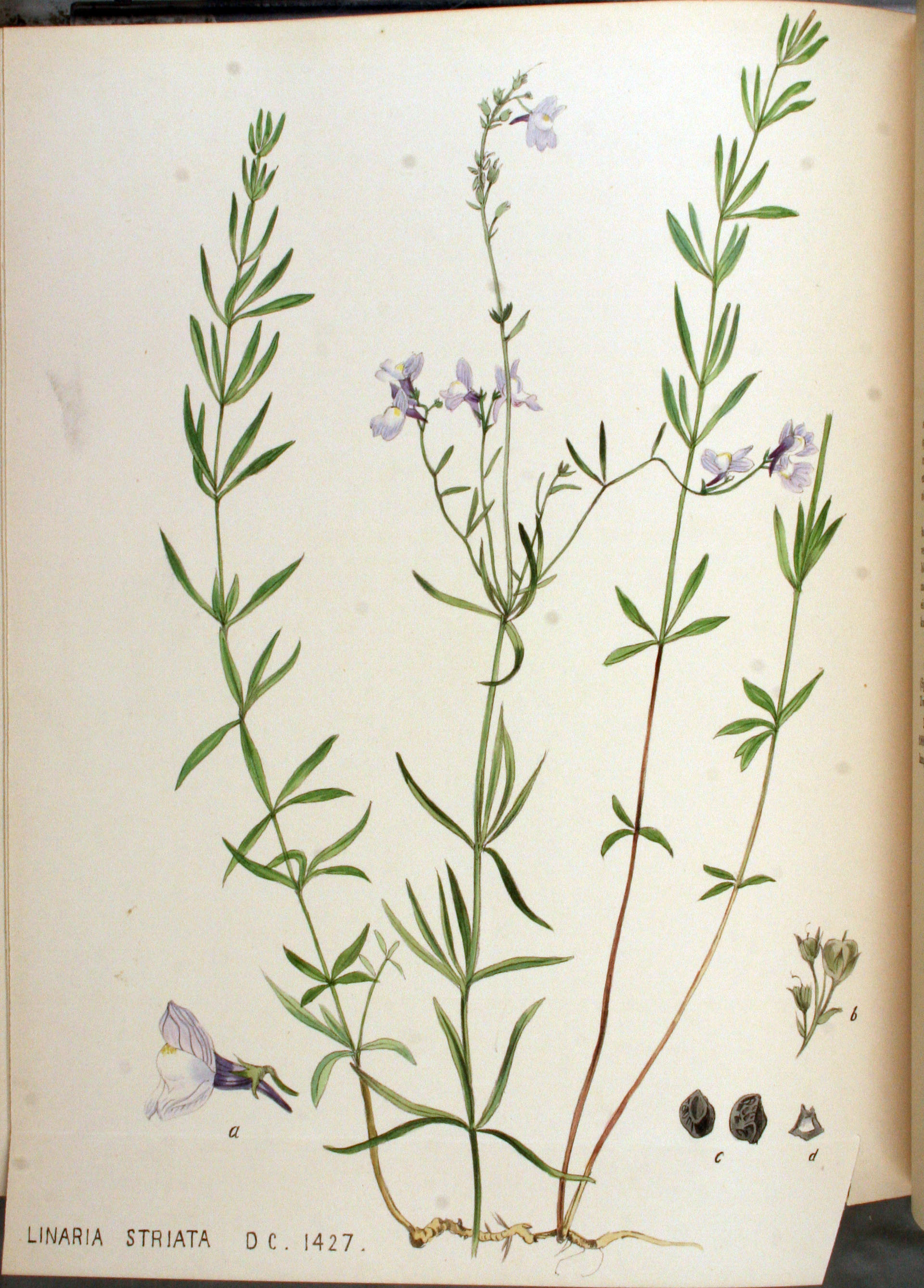
Illustration aus Flora Batava, Volume 18

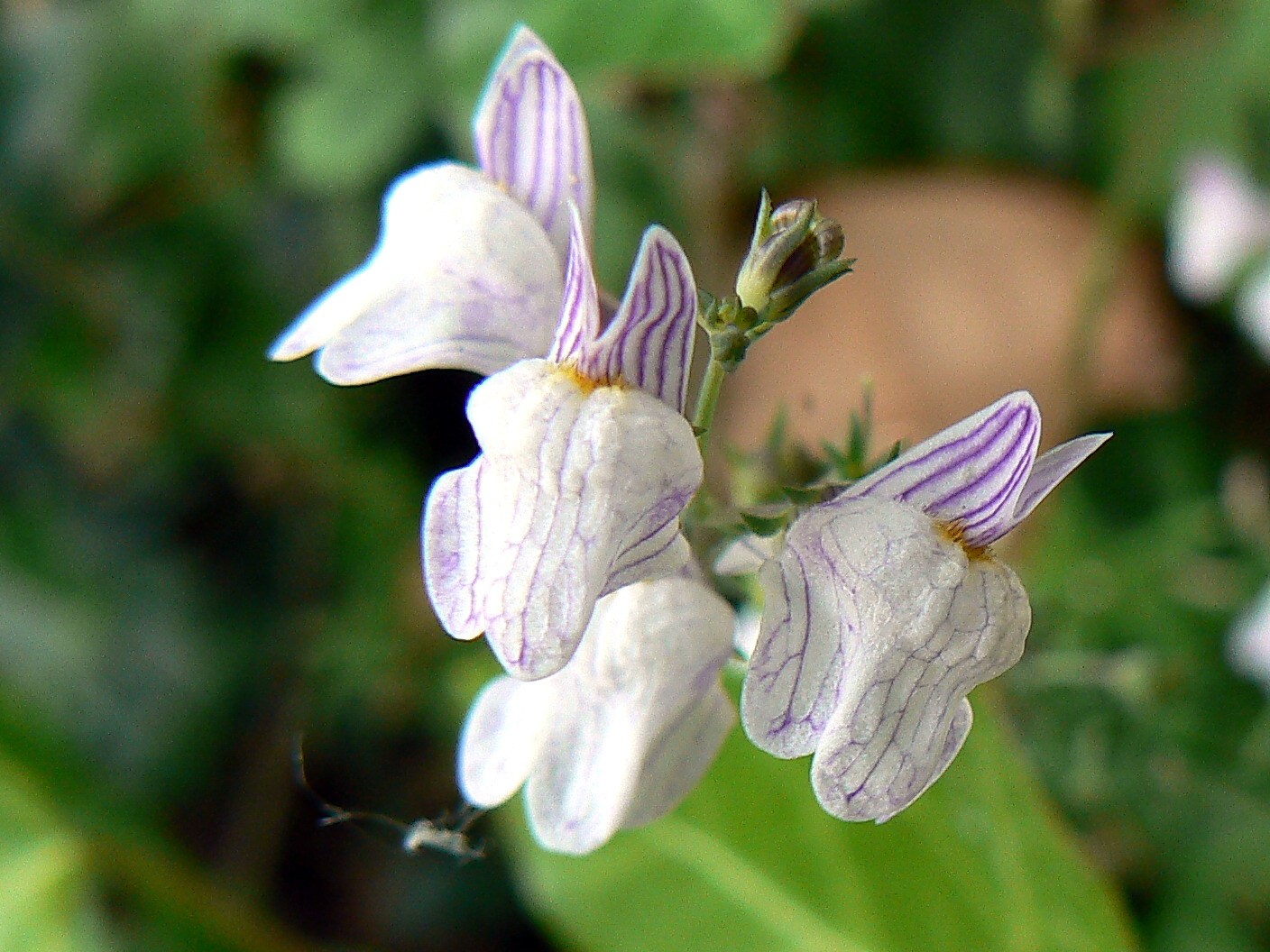
Zygomorphe Blüten

### Erscheinungsbild und Blatt
Das Streifen-Leinkraut wächst als ausdauernde krautige Pflanze und erreicht Wuchshöhen von (20 bis) 30 bis 75 (bis 100) Zentimetern. Sie bildet ein kriechendes Rhizom. Der stielrunde Stängel ist blaugrün bereift. Die kahlen, bläulich-grün bereiften, etwas fleischigen Laubblätter sind 1,5 bis 4 Zentimeter lang, schmal lanzettlich bis linealisch und dreinervig.

### Blütenstand und Blüte
Es werden kahle, traubige Blütenstände gebildet. Der Blütenstiel ist etwa so lang wie die Kelchblätter.
Die zwittrige Blüte ist deutlich zygomorph, fünfzählig und besitzt eine doppelte Blütenhülle. Die 9 bis 13 Millimeter lange Blütenkrone ist zweilippig. Die (blass) gelblichen bis lilaweißen oder blassbläulich-lilafarbenen und dunkelviolett längsgestreiften Kronblätter sind verwachsen. Die gespaltene Oberlippe ist etwas zurückgebogen und violett geadert. Die Unterlippenwülste sind zitronengelb oder selten weiß. Der gerade 3 bis 5 Millimeter lange Sporn ist gestutzt.

### Frucht und Samen
Die 3 bis 4 Millimeter lange Kapselfrucht ist fast kugelig. Die netzartig-runzelig Samen sind ellipsoidal-dreikantig und ohne Hautsaum.

### Chromosomenzahl
Die Chromosomenzahl beträgt 2n = 12.

## Ökologie
Die Blütezeit reicht von Juni bis September mit Höhepunkt in den Monaten Juli und August. Das Streifen-Leinkraut wächst als Geophyt oder Hemikryptophyt. Die Bestäubung erfolgt durch Insekten. Die Diasporen werden durch den Wind ausgebreitet.

## Vorkommen
Es handelt sich um ein ozeanisch-submediterranes Florenelement. Das Verbreitungsgebiet des Streifen-Leinkrautes liegt vor allem in Südwesteuropa, vom nördlichen Spanien und nordwestlichen Italien bis Westdeutschland und Belgien. Durch Verschleppung erfolgte eine Ausweitung des Areals bis England und Schottland, Mittelschweden und Süd-Finnland, ostwärts bis Polen sowie Tschechien.
In den österreichischen Bundesländern Niederösterreich, Oberösterreich, Steiermark, Kärnten, Salzburg (dort nur in der Stadt Salzburg), Tirol und Vorarlberg kommt es selten als unbeständiger bis lokal eingebürgerter Neophyt vor.
Das Streifen-Leinkraut besiedelt Ruderalstellen, besonders Bahnanlagen und Dämme sowie lückig bewachsene Wegränder und Waldlichtungen auf kalkarmen, steinig-lockeren, stickstoffhaltigen Böden in sommerwarmen Lagen der collinen bis submontanen Höhenstufe.
Das Streifen-Leinkraut kommt in Mitteleuropa in Gesellschaften der Ordnung Galiopsietalia segetum und der Verbände Epilobion angustifolii, Trifolion medii oder Dauco-Melilotion vor.